# Asplenium acuminatum
Asplenium acuminatum là một loài dương xỉ trong họ Aspleniaceae. Loài này được Hook. & Arn. mô tả khoa học đầu tiên.